# Michael Raelert
Michael Raelert (Rostock, 29 agosto 1980) è un triatleta tedesco.
Fratello minore di Andreas, si è laureato per ben due volte campione del mondo ironman sulla distanza 70.3 nelle edizioni del 2009 e del 2010 che si sono svolte a Clearwater, in Florida.

## Titoli
- Campione del mondo Ironman 70.3 - 2009, 2010